# 3896 Pordenone
3896 Pordenone је астероид главног астероидног појаса чија средња удаљеност од Сунца износи 3,005 астрономских јединица (АЈ).
Апсолутна магнитуда астероида је 11,3.